# Швармштедт
Швармштедт (нім. Schwarmstedt) — громада в Німеччині, розташована в землі Нижня Саксонія. Входить до складу району Гайдекрайс. Центр об'єднання громад Швармштедт.
Площа — 29,92 км2. Населення становить 5834 ос. (станом на 31 грудня 2021).

## Галерея

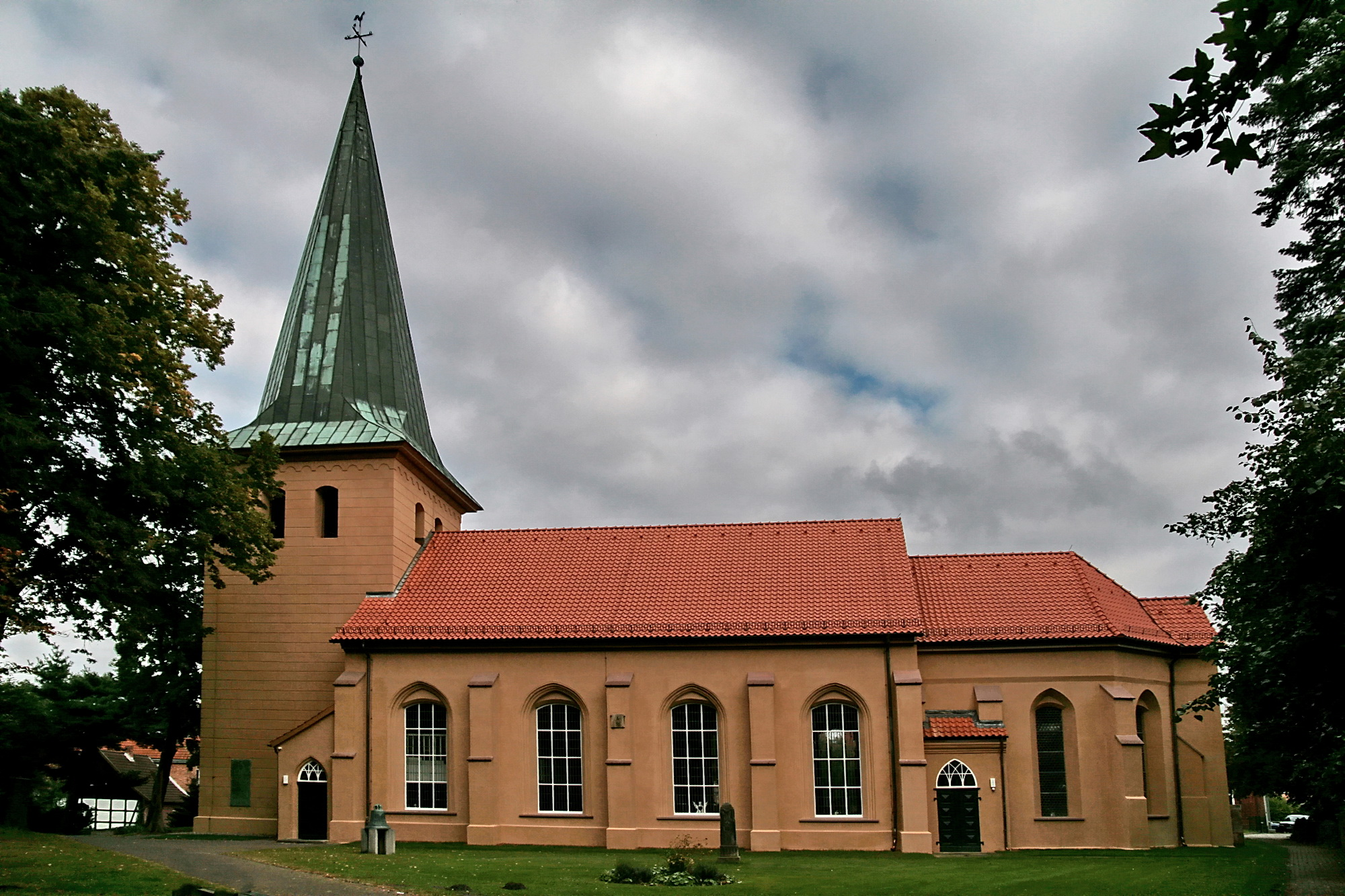